# 3532 Tracie
3532 Tracie è un asteroide della fascia principale del diametro medio di circa 17,2 km. Scoperto nel 1983, presenta un'orbita caratterizzata da un semiasse maggiore pari a 2,9154695 UA e da un'eccentricità di 0,0582929, inclinata di 10,34619° rispetto all'eclittica.